# Oh! You Pretty Things
Pistes de Hunky Dory
Changes
(1) Eight Line Poem
(3)
Oh! You Pretty Things est une chanson écrite et composée par David Bowie.
Sa première version publiée est celle du chanteur Peter Noone, dont elle est le premier single après son départ du groupe Herman's Hermits. Produit par Mickie Most, ce 45 tours se classe no 12 des ventes au Royaume-Uni en juin 1971. Bowie inclut sa propre version de Oh! You Pretty Things sur son quatrième album studio, Hunky Dory, qui sort en décembre de la même année.

## Histoire
David Bowie enregistre une démo de Oh! You Pretty Things dès le mois de février 1971 aux studios londoniens de Radio Luxembourg. Elle retient l'attention de Peter Noone, qui vient de quitter le groupe Herman's Hermits et cherche des compositions pour son premier 45 tours en solo. Il enregistre sa version de la chanson de 26 mars aux studios Kingsway, dans le quartier londonien de Holborn. Bowie participe à l'enregistrement en jouant du piano.
Le single de Noone est publié le 30 avril par RAK Records, le label de son producteur Mickie Most, sous le titre Oh You Pretty Thing. Il se classe no 12 des ventes au Royaume-Uni en juin 1971, ce qui marque la première apparition d'une composition de Bowie dans les charts britanniques depuis Space Oddity, sortie deux ans auparavant.
Bowie interprète Oh! You Pretty Things lors de son passage au festival de Glastonbury, le 23 juin, et enregistre sa propre version de la chanson qui voit le jour au mois de décembre sur son quatrième album studio, Hunky Dory. Il la joue lors de plusieurs séances pour la BBC entre 1971 et 1972 (documentées sur l'album Bowie at the Beeb), puis lors d'une poignée de concerts du Ziggy Stardust Tour en 1973, dans un pot-pourri qui comprend également des extraits de Memory of a Free Festival et All the Young Dudes et figure sur l'album Ziggy Stardust: The Motion Picture.
Oh! You Pretty Things a été reprise par :
- Seu Jorge sur la bande originale du film La Vie aquatique (2004)
- Harvey Danger en face B du single Little Round Mirrors (2006)
- Au revoir Simone sur l'album Life Beyond Mars (2008)

## Participants
Version de Peter Noone :
- Peter Noone : chant
- Herbie Flowers : basse
- Clem Cattini : batterie
- David Bowie : piano
- Mickie Most : producteur[1]

Version de David Bowie :
- David Bowie : chant, chœurs, piano
- Mick Ronson : chœurs, Mellotron, arrangements, guitare électrique
- Trevor Bolder : basse
- Mick Woodmansey : batterie
- Rick Wakeman : piano
- Musiciens non identifiés : cordes
- Ken Scott : producteur[5]